# Zassów (gromada)
Zassów (od 1968 Zasów) – dawna gromada, czyli najmniejsza jednostka podziału terytorialnego Polskiej Rzeczypospolitej Ludowej w latach 1954–1972.
Gromady, z gromadzkimi radami narodowymi (GRN) jako organami władzy najniższego stopnia na wsi, funkcjonowały od reformy reorganizującej administrację wiejską przeprowadzonej jesienią 1954 do momentu ich zniesienia z dniem 1 stycznia 1973, tym samym wypierając organizację gminną w latach 1954–1972.
Gromadę Zassów z siedzibą GRN w Zassowie (w obecnym brzmieniu Zasów) utworzono – jako jedną z 8759 gromad na obszarze Polski – w powiecie dębickim w woj. rzeszowskim na mocy uchwały nr 19/54 WRN w Rzeszowie z dnia 5 października 1954. W skład jednostki weszły obszary dotychczasowych gromad Zassów i Mokre ze zniesionej gminy Żyraków oraz przysiółek Międzylesie z dotychczasowej gromady Róża ze zniesionej gminy Czarna ad Tarnów w tymże powiecie. Dla gromady ustalono 13 członków gromadzkiej rady narodowej.
30 czerwca 1960 do gromady Zassów włączono obszar zniesionej gromady Róża w tymże powiecie.
14 lutego 1968 zmieniono nazwę jednostki na Zasów.
Gromada przetrwała do końca 1972 roku, czyli do kolejnej reformy gminnej.